# Стівен Френсіс Браун
Стівен Френсіс Браун (англ. Steven Francis Brown) — дипломат. Представник місії ООН в Україні, координатор програм ООН в Україні.

## Біографія
Пан Браун здобув ступінь магістра економіки в Кембріджському університеті, Велика Британія.
Працював заступником керівника програм розвитку країн Азії і Тихоокеанського регіону ООН, де керував виконанням програм регіонального розвитку, а також заступником представника ООН в Сомалі. Стівен Браун керував програмами надання технічної допомоги Сомалі керував Комітетом правових дій, заступником представника програми технічної допомоги ООН у Таїланді.
У 1992—1996 рр. — Координатор системи ООН, постійний представник ПРООН в Києві, Україна.
Старший радник з правоохоронних питань Регіонального представництва Управління ООН з наркотиків і злочинності в Центральній Азії

## Автор праць
- «Україна: перетворення без реформ, проблеми розвитку і іноземна допомога в дії»
- Іноземна допомога на практиці: научно-популярная литература / Стівен Браун. — К. : «Основи», 1994. — 185 с. — ISBN 5-7707-5624-1
- Даглас Фара і Стівен Браун «Найманець смерті: Гроші, зброя, літаки і людина, яка зробила війну можливою»